# Hausalarm
Unter Hausalarm versteht man akustische und optische Signale innerhalb eines Gebäudes, die einen Alarm anzeigen.
Als akustische Signalgeber werden Sirenen, Glocken und Signalhupen eingesetzt. Falls bereits akustische Signalgeber im Gebäude verbaut sind, so werden diese häufig für den Hausalarm mitverwendet. Das Alarmsignal muss sich hierbei von dem normalen Signal deutlich unterscheiden. Ein Beispiel für die Verwendung vorhandener Signalgeber sind Schulen, in denen die Schulglocke für den Hausalarm eingesetzt werden kann. Als optische Signalgeber kommen Blitzleuchten, Blinklichter und Rundumlichter zum Einsatz.
Die Signalgeber des Hausalarms sind üblicherweise an eine Hausalarmanlage angeschlossen. Je nach Ausführung der Anlage ist sichergestellt, dass der Alarm in unterschiedlichen die Funktionsfähigkeit der Hausalarmanlage einschränkenden Gefahrensituationen dennoch ausgelöst und wahrgenommen werden kann. So kann im Falle eines Stromausfalls die Alarmfunktion durch eine unterbrechungsfreie Stromversorgung (USV) sichergestellt werden. Durch redundante und robuste Verkabelung sowie durch drahtlose Kommunikation kann auch bei Brand oder mechanischen Einflüssen sichergestellt werden, dass der Signalgeber den Hausalarm geben kann.
An Hausalarmanlagen werden keine sicherheitstechnischen Anforderungen im Sinne von Brandmeldeanlagen (BMA) und der hierfür gültigen Normen gestellt.
Auch der Begriff Hausalarm ist nicht genormt. Zunächst war unter dem Begriff der Alarm in Justizvollzugsanstalten gemeint, mit dem das Justizpersonal neben dem roten Druckknopfmelder zum Ruf der Feuerwehr mit einem blauen Druckknopfmelder die Kollegen zu Hilfe rufen konnte – daher auch der Begriff Hausalarm.
Auslösestellen eines Hausalarms sind in aller Regel nichtautomatische Handauslöseeinrichtungen, die in der Farbe Blau ausgeführt und mit Hausalarm beschriftet sind. Darüber hinaus kommen automatische Melder zum Einsatz.
In der Vergangenheit wurde von einigen Bauaufsichten bzw. Feuerwehren die Nutzung von blauen Handfeuermeldern verlangt, wenn die Brandmeldeanlage nicht zur Feuerwehr aufgeschaltet ist. Mit der Harmonisierung der europäischen Normen ist seit 2001 in der EN 54-11 die Farbe Rot generell für Handfeuermelder festgelegt worden – unabhängig ob die Anlage zur Feuerwehr aufgeschaltet ist. Entscheidend ist die Verwendung als Brandmelde- und Gefahrenmeldeanlage mit der Alarmierung von Personen und Auslösung von Brandfallsteuerungen. Zur Unterscheidung werden nun die Handfeuermelder zum Teil entsprechend den Anschaltbedingungen der Feuerwehren zusätzlich beschriftet. Dabei wird der interne Alarm häufig als Hausalarm bezeichnet.

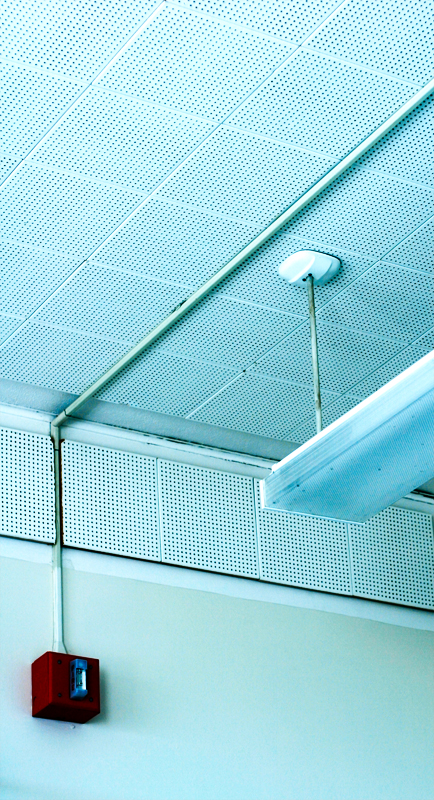
Hausalarmmelder
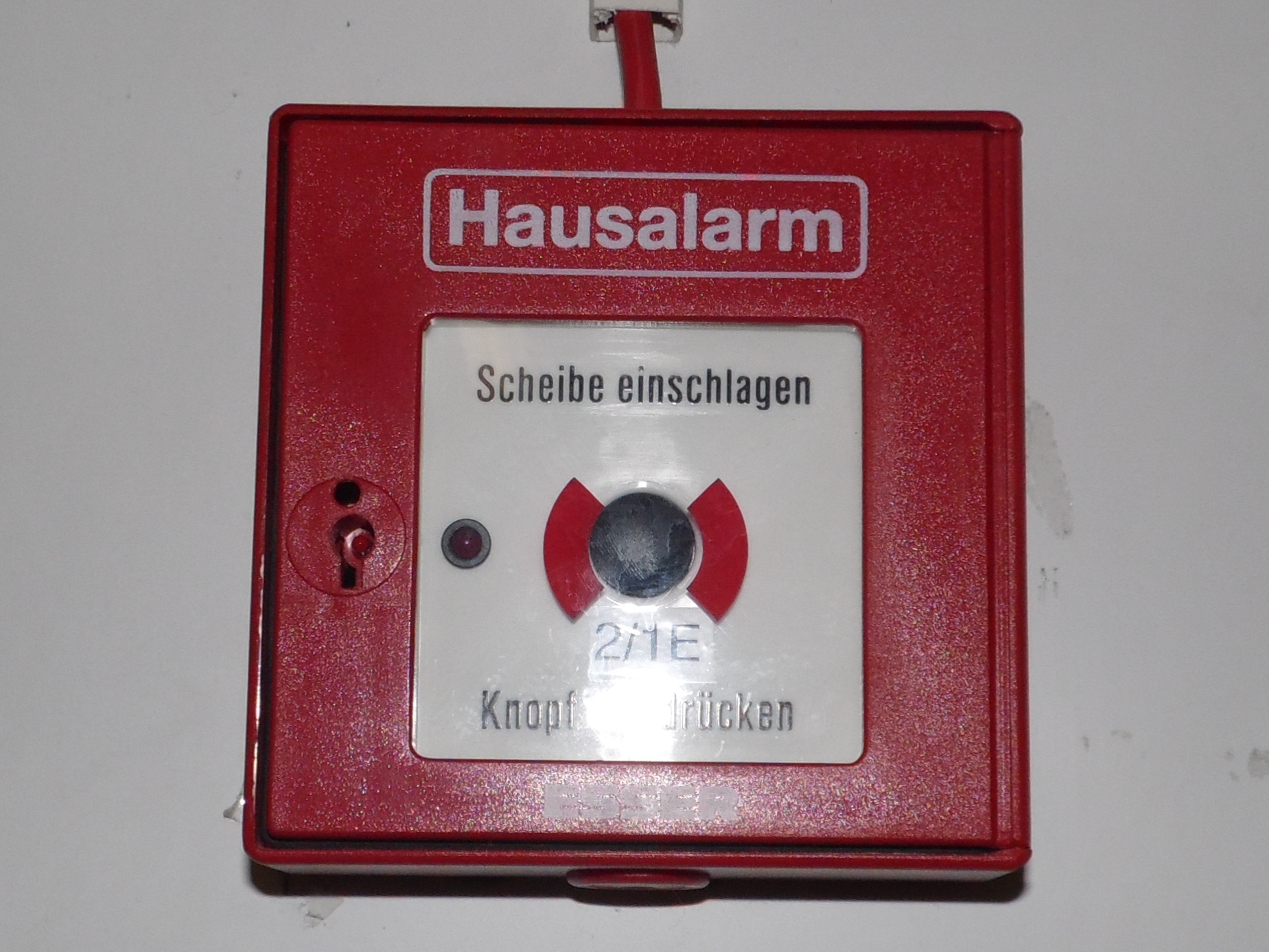
Druckknopfmelder in Österreich
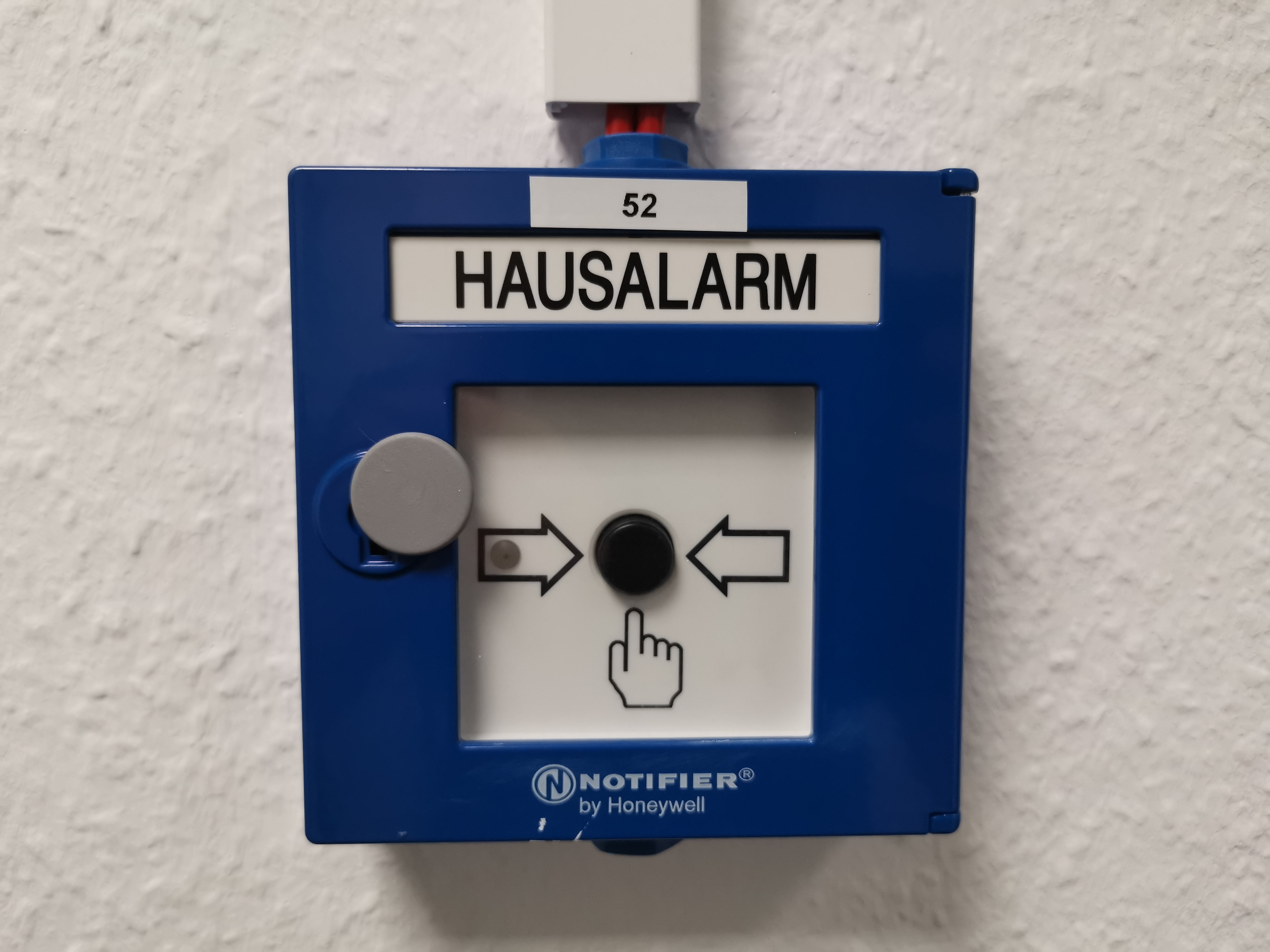
Druckknopfmelder in Deutschland